# Естебан Ечеверія
Хосе́ Есте́бан Ечевері́я Еспіно́са (ісп. José Esteban Echeverría Espinosa; нар. 2 вересня 1805, Буенос-Айрес — пом. 19 січня 1851 Монтевідео) — аргентинський соціолог, поет, письменник, історик, громадський діяч і мислитель; родоначальник прогресивно-радикального спрямування в національній історіографії.

## Біографія
Народився 2 вересня 1805 року в Буенос-Айресі (Аргентина). Навчався в Буенос-Айресі, потім в Парижі. 1830 року повернувся в Аргентину. Належав до так званого покоління 1837 року. У 1838 році разом з Х. Б. Альберді заснував таємну організацію «Молода Аргентина» (або «Травнева асоціація»), що ставила своїм завданням боротьбу за принципи Травневої революції 1810 року.
1841 року, втікаючи від переслідування влади, емігрував до Уругваю.
Помер в Монтевідео 19 січня 1851 року від туберкульозу. Похований в Монтевідео на цвинтарі Бусео.

## Творчість
- «Ельвіра або Наречена із Ла-Плати» (1831, поема);
- «Розради» (1834, збірка віршів);
- «Рифми» (1837, збірка віршів);
- «Полонянка» (1837);
- «Соціалістичне вчення Травневої асоціації» (1837, маніфест; російський переклад в книзі: Прогресивні мислителі Латинської Америки, Москва, 1965);
- «Гітара» (1840-ві, поема);
- «Гріший ангел» (1840-ві, поема);
- «Авельянеда» (1849, поема);
- «Повстання на півдні» (1849, поема);
- «Бійня» (1840-ві, новела, опублікована 1871 року, російський переклад — 1957).